# رودریگو د پائول
رودریگو خاویر دی پائول (اسپانیایی: Rodrigo Javier De Paul‎؛ زادهٔ ۲۴ مهٔ ۱۹۹۴) بازیکن فوتبال اهل آرژانتین است که در پست هافبک برای باشگاه اینتر میامی در لیگ برتر  فوتبال ایالات متحده آمریکا بازی می‌کند.وی همچنین دوست صمیمی لیونل مسی اسطوره فوتبال است. 
از باشگاه‌هایی که در آن بازی کرده‌است می‌توان به راسینگ کلوب، والنسیا، اودینزه و اتلتیکو مادرید واینتر میامی

## آمار ملی

### بازی‌های ملی
تا تاریخ ۲۴ آوریل ۲۰۲۵
| آرژانتین | آرژانتین | آرژانتین | آرژانتین |
| سال      | بازی     | گل       | پاس گل   |
| -------- | -------- | -------- | -------- |
| ۲۰۱۸     | ۳        | ۰        | ۰        |
| ۲۰۱۹     | ۱۴       | ۰        | ۱        |
| ۲۰۲۰     | ۴        | ۰        | ۰        |
| ۲۰۲۱     | ۱۵       | ۲        | ۲        |
| ۲۰۲۲     | ۱۵       | ۰        | ۲۱       |
| ۲۰۲۳     | ۹        | ۰        | ۲        |
| ۲۰۲۴     | ۱۵       | ۰        | ۲        |
| ۲۰۲۵     | ۱        | ۰        | ۰        |
| مجموع    | ۷۶       | ۲        | ۱۱       |

### گل‌های ملی
| شماره | تاریخ         | میزبان      | بازی ملی | حریف    | نتیجه | رقابت                  |
| ----- | ------------- | ----------- | -------- | ------- | ----- | ---------------------- |
| ۱     | ۳ ژوئیه ۲۰۲۱  | گویانیا     | ۲۷       | اکوادور | ۳–۰   | کوپا آمریکا ۲۰۲۱       |
| ۲     | ۱۰ اکتبر ۲۰۲۱ | بوئنوس آیرس | ۳۳       | اروگوئه | ۳–۰   | مقدماتی جام جهانی ۲۰۲۲ |

## افتخارات
آرژانتین
- جام جهانی فوتبال: ۲۰۲۲[۱]
- کوپا آمریکا: ۲۰۲۱
- جام قهرمانان کونمبول–یوفا: ۲۰۲۲[۲]
- کوپا آمریکا ۲۰۲۴

فردی
- تیم منتخب کوپا آمریکا: ۲۰۲۱[۳]